# 루이스 베요
루이스 베요 마르티네스(스페인어: Luis Belló Martínez, 1929년 1월 7일 ~ 2021년 10월 3일)는 베요 2호(스페인어: Belló II)로도 알려진 스페인의 전직 축구 선수이자 감독이다.

## 선수 경력
베요는 1949년부터 1958년까지 1부 프로 축구 선수로 활동했는데, 주로 스페인의 사라고사와 에르쿨레스에서 활동했던 것으로 잘 알려져 있다. 1961년부터 1965년까지, 그는 사라고사의 단장직을 역임했다. 1964년, 그는 해임된 안토니 라마예츠의 바통을 이어받아 감독으로 취임했고, 코파 델 헤네랄리시모와 인터시티스 페어스컵 우승을 거두었다. 1968-69 시즌, 그는 폰테베드라 감독을 맡았는데, 이 시즌에는 그가 처음이자 마지막으로 라 리가 구단의 감독직을 정식 역임한 시즌이었다.

## 가족 관계
- 형 : 프란시스코 벨로 마르티네스(1923 ~ 1989) 축구 선수
- 딸 : 마리아 호세 벨로
- 손자 : 디에고 마르티네즈 드 피송, 에두아르도 마르티네즈 드 피송